# Diplacina sanguinolenta
Diplacina sanguinolenta – gatunek ważki z rodziny ważkowatych (Libellulidae).